# (4147) Lennon
(4147) Lennon (1983 AY) – planetoida z pasa głównego asteroid okrążająca Słońce w ciągu 3,63 lat w średniej odległości 2,36 au. Została odkryta 12 stycznia 1983 roku w Lowell Observatory w Flagstaff przez Briana Skiffa. Nazwa planetoidy została nadana na cześć Johna Lennona, jednego z muzyków brytyjskiego zespołu rockowego The Beatles.